# Росія і ірано-ізраїльське протистояння
Росія і ірано-ізраїльське протистояння — відносини Росії з країнами по обидва боки ірано-ізраїльського проксі-конфлікту.

## Опис

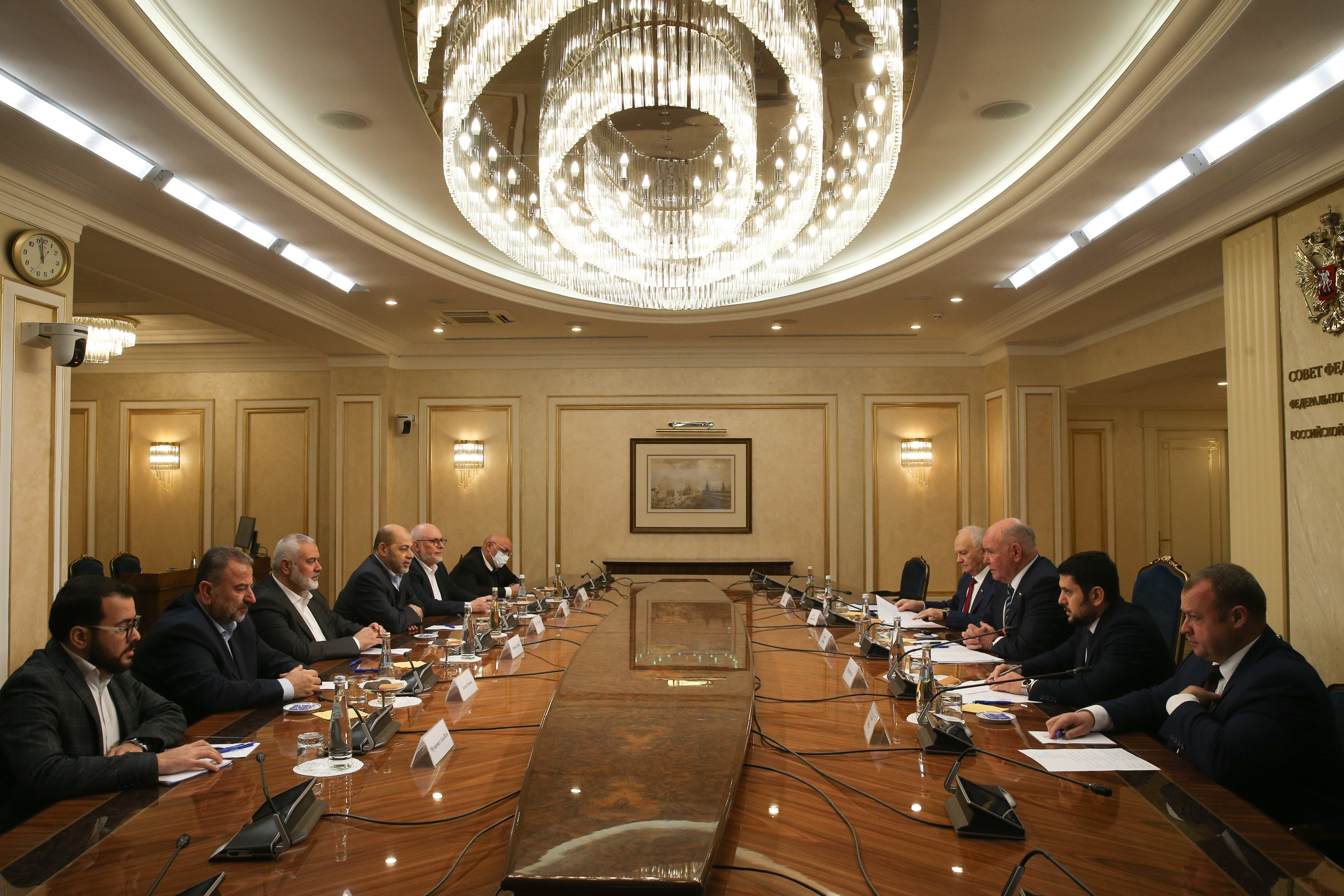
Делегація ХАМАС у Москві, вересень 2022 року

Починаючи з 2000-х років Росія прагнула відігравати роль посередника в проксі-конфлікті між Іраном та Ізраїлем. З одного боку, Росія активно підтримувала Іран, допомагаючи з розвитком ядерної програми, забезпечуючи Тегеран зброєю та надаючи дипломатичну підтримку ООН. Також російські протитанкові засоби відіграли значну роль в операціях "Хезболли" проти Армії оборони Ізраїлю під час війни в Лівані у 2006 році. Росія бере участь у громадянській війні в Сирії на боці режиму Башара Асада з вересня 2015. Вона, разом із Іраном, допомогла уряду Асада зберегти владу в країні. Водночас Росія вибудовувала близькі відносини з Ізраїлем. Довгий час Ізраїль залишався одним із головних партнерів Росії на Близькому Сході. У 2019 році Беньямін Нетаньягу навіть розпочав передвиборчу кампанію з білбордів, на яких тиснув руку Путіну. Протягом тривалого часу Нетаньягу стверджував, що його «особиста дружба» з Путіним утримує Росію від активної підтримки Ірану, і навіть гарантує невтручання Москви під час ізраїльських ударів по іранським об'єктам у Сирії.
Після повномасштабного вторгнення Росії в Україну та запровадження міжнародних санкцій відносини між Іраном та Росією значно покращилися. У грудні 2023 дві країни навіть підписали декларацію про протидію санкціям. Також між країнами було запроваджено безвізовий режим. Іран постачає Росії безпілотні літальні апарати, що використовуються для атак по Україні, бронежилети, каски, снаряди, ракети для систем залпового вогню та патрони.
Після атаки ХАМАС на Ізраїль у жовтні 2023 Володимир Путін заявив, що Росія виступає за створення незалежної Держави Палестину зі столицею в Східному Єрусалимі. Російська фінансова система використовувалася для транзакцій на користь ХАМАС. Так, напередодні вторгнення до Ізраїлю угруповання отримала кілька мільйонів доларів через московську криптобіржу. Лідери ХАМАС неодноразово відвідували Москву на запрошення президента Путіна, у тому числі й одразу після нападу на Ізраїль. З осені 2023 року Росія активно засуджує дії Ізраїлю під час антерористичної операції у секторі Газа. Ізраїльський постпред Гілад Ердан звинуватив Москву в тому, що вона скористалася нападом ХАМАС у власних корисливих цілях та спробувала „відвернути увагу світу“ від вторгнення в Україну. На думку експертів, це є індикатором того, що Москва дедалі більше солідаризується з ісламістськими режимами Близького Сходу.